# Travis Smyth
Travis Smyth, född 29 december 1994 i Shellharbour, är en australisk professionell golfspelare som spelar på Asian Tour. Han har tidigare spelat för Liv Golf och på PGA Tour of Australasia och Korn Ferry Tour.
Smyth har vunnit en Australasia-vinst. Hans bästa presentation i Liv Golf Invitational Series 2022 har varit en 22:a plats vid Liv Golf Invitational Portland och kunde inkassera 172 000 amerikanska dollar i prispengar. Smyth var också delaktig i laget Crushers, tillsammans med Richard Bland, Phachara Khongwatmai och Peter Uihlein, när de spelade i Liv Golf Invitational London och kom tvåa i lagtävlingen. Samtliga fick 375 000 dollar i prispengar vardera.